# Thomas Traversa
Thomas Traversa est un véliplanchiste français né en 1985 à Aubagne (Bouches du Rhône). Il se fait connaître par ses performances en waveriding, c'est-à-dire en expression dans les vagues (sauts et surfs). En 2014, il devient champion du monde du PWA World Tour dans la discipline « vague ».

## Carrière sportive
Après le baccalauréat, Thomas Traversa entame des études supérieures en sport, dans l'objectif de devenir professeur d’éducation physique et sportive. Avant la fin de sa 3e année, il décide d'arrêter ses études et de se consacrer au funboard.
En 2012, il est le premier français à gagner une épreuve de vagues du PWA World Tour : la Kia Cold Hawaï PWA World Cup qui s'est déroulée à Klitmøller au Danemark. 
En 2013 il est invité à participer à la Red Bull Storm Chase , avec neuf autres waveriders de niveau mondial (notamment le champion du monde en titre Marcilio Browne). Cet événement consiste à concourir dans des conditions extrêmes de tempête (force 10 et plus) et de vagues de plus de 10 mètres. Il remporte cette compétition en gagnant les trois « missions » prévues, la dernière ayant lieu en février 2014.
L'année 2014 sera l'année de la consécration, puisqu'il remporte le titre de champion du monde PWA, au terme de cinq épreuves. Il est le deuxième français à remporter ce titre, après Patrice Belbeoc'h 18 ans avant lui. 
En 2015, il rejoint l'Équipe de France de Funboard, à la suite de la décision de la Fédération française de voile d'intégrer la  discipline « vague » dans cette équipe.

### Style
Thomas Traversa affiche un gabarit plus frêle (1m78, 62kg) que la plupart des sportifs du circuits professionnels.

## Palmarès
- PWA World Tour discipline « vague »
  - 2018 : 8e
    - 1er à l’épreuve de Sylt (Allemagne)

  - 2017 : 6e
    - 3e à l’épreuve de Gran Canaria (Iles Canaries)

  - 2016 : 4e
    - 2e à l'épreuve de Sylt (Allemagne)

  - 2015 : 4e
  - 2014 : 1er (champion du monde PWA)
    - 2e à l'épreuve d'El Medano, (Ténérife - Iles Canaries)
    - 1er à l'épreuve de Klitmøller (Danemark)
    - 2e à l'épreuve de La Torche (France)
    - 2e de l'Aloha Classic à Hookipa, Île de Maui (Hawai, USA)
    - 1er à l'épreuve Indoor de Varsovie (Pologne)

  - 2013 : 4e
  - 2012 : 6e
    - 1er à l'épreuve de Klitmøller (Danemark)

  - 7e en 2011, 14e en 2010, 5e en 2009
- 1er au Red Bull Storm Chase (janvier 2013 à février 2014)
- Champion de France de Vagues FFV 2016